# Beauregard-de-Terrasson
Beauregard-de-Terrasson är en kommun i departementet Dordogne i regionen Nouvelle-Aquitaine i sydvästra Frankrike. Kommunen ligger i kantonen Terrasson-Lavilledieu som tillhör arrondissementet Sarlat-la-Canéda. År 2022 hade Beauregard-de-Terrasson 706 invånare.

## Befolkningsutveckling
Antalet invånare i kommunen Beauregard-de-Terrasson
Referens:INSEE